# Pomphocrita obsordescens
Pomphocrita obsordescens är en fjärilsart som beskrevs av Edward Meyrick 1930. Pomphocrita obsordescens ingår i släktet Pomphocrita och familjen plattmalar. Inga underarter finns listade i Catalogue of Life.